# Eihei Shingi
Le Eihei Shingi (永平広録) (« Règles pures d’Eihei[-ji] ») est un ensemble de six opuscules présentant différents aspects du code de la vie monastique dans un monastère zen, dus à maître Dôgen. Il constitue aujourd'hui encore une source essentielle de la formation des moines zen de l'école Sôtô au Japon.
Ce genre d’écrit trouve son origine en Chine, dans les quinggui (chinois : 清規 , « Règles pures ») rédigés au sein de la tradition chan.

## Genre littéraire
C’est dans le bouddhisme chan chinois que les Shingi (ou quinggui) apparaissent. Le premier de ces textes (aujourd’hui perdu) est probablement dû à Baizhang Huahai (720 – 814).
Les Shingi sont textes composés en général par les abbés fondateurs de temple, qui présentent leur conception du comportement que les moines doivent adopter. Ils sont donc partiellement individualisés, et varient d’un monastère à l’autre. Ce genre d’ouvrage décrit en général le déroulement des activités quotidiennes, donne les horaires, les événements mensuels, les fêtes annuelles, les titres et devoirs des différents moines chargés de l’administration des temples, le déroulement des différents services religieux.

## Contenu duEihei shingi
Chacun des six fascicules, écrits à différentes dates, traite d’un thème particulier qui décrit et explique comment se comporter dans le temple de Eihei-ji,.
1. Tenzo Kyôkun (« Instructions au cuisinier ») décrit les tâches et responsabilités du moine chargé de la cuisine (le tenzo) (1237)[Note 1].
2. Bendôhô (« Manières de pratiquer la voie) présente les tâches quotidiennes dans le monastère et les pratiques communes comme le zazen (date inconnue).
3. Fushuku Hanbô (« Règles pour prendre le repas du matin ») décrit la manière correcte de servir et prendre les repas dans la salle des moines (sôdô) (date inconnue)[Note 2].
4. Shuryô Shingi (« Règles dans la salle d’études ») montre le comportement à adopter avec les autres moines dans ce lieu (1249).
5. Taitaiko Gogejarihô (« Règles de conduite avec les anciens et les maîtres) (1244).
6. Chiji Shingi (« Règles pour les intendants du temple ») décrit les tâches et responsabilités des six administrateurs en chef du temple (1246)[Note 3].

## Composition et datation
Les dates de composition que l’on a conservées le montrent : ces six opuscules n’ont pas été rédigés comme un volume en soi, même s’il n’est pas exclu que Dôgen ait pensé à les réunir en une œuvre commune, mais sa mort précoce l’aurait empêché de réaliser ce but. Quoi qu’il en soit, les textes sont écrits en chinois, qui constituaient la langue littéraire du bouddhisme japonais de son temps, un peu comme le latin dans l’Europe médiévale.
La première compilation connue du Eihei Shingi date de 1502, et elle est due à Kôshû, le sixième abbé d’Eihei-ji. Elle réunit les Instructions au cuisinier et le Chihi Shingi. C’est en 1667 que les six essais seront rassemblés dans un même volume par le treizième abbé d’Eihei-ji, Dôshô Chidô. Cette édition est connue sous le nom de Shohon. L’édition couramment utilisée aujourd’hui est la Rufubon (« édition populaire ») publiée en 1794 par le quinzième abbé, Gentô Sokuchû.

## L’apport de Keizan
Le Eihei Shingi est devenu un texte largement utilisé par l’école Sôtô pour la formation des moines. Toutefois, il a aussi été complété par le Keizan Shingi, autrement dit les « Règles pures » dues à Keizan Jôkin (1264-1325), un des plus importants successeurs de Dôgen. Keizan a largement popularisé le zen au Japon, développant des pratiques destinées aux laïques et mêlant au zen des apports importants du bouddhisme ésotérique de l’école Shingon.
Parallèlement, Keizan a veillé étroitement à une transmission complète et rigoureuse de la formation monastique zen, fondant un temple important, le Sôji-ji, qui reste le temple principal de l’école Sôtô, aux côtés du Eihei-ji. Son Shingi est globalement en accord avec celui de Dôgen, tout en développant le déroulement des cérémonies ainsi que certaines pratiques monastiques.